# إيثيدكو
إيثيدكو «المصرية لإنتاج الإيثلين ومشتقاته» هي مجمع للبتروكيماويات بالإسكندرية وهي أحدث مشروعات صناعة البتروكيماويات المصرية وأحد أهم مشروعات الخطة القومية لتلك الصناعة الواعدة باستثمارات تبلغ حوالى 1.9 مليار دولار. 
يتضمن المشروع إنتاج الإيثيلين بطاقة 460 ألف طن سنويا، وإنتاج البولى إيثيلين بطاقة 400 ألف طن سنويا، ويهدف المجمع لتغطية احتياجات السوق المحلية وتصدير الفائض. 
كما يعمل مشروع «إيثيدكو» لتوفير المواد الخام البتروكيماوية التي تمثل الأساس لإقامة العديد من الصناعات التكاملية، ويعتبر المجمع أكبر مجمع للبتروكيماويات في مصر والشرق الأوسط. ويتضمن أكبر برج تبريد في مصر ووحدات التدوير الكامل لمياه الصرف الصحى بأحدث التقنيات العالمية، حيث تستهلك السوق المصرية نحو 700 ألف طن سنويا من البولى إيثيلين. 
ويعد المشروع شركة مساهمة مصرية 100% تدعم سياسات الحكومة في مواجهة التحديات ودفع الاقتصاد، وهو أحدث مشروعات صناعة البتروكيماويات، التي تنفذها الشركة المصرية القابضة للبتروكيماويات، ويقع المشروع على مساحة 175 فدانا بمنطقة العامرية بالإسكندرية.

## رؤساء الشركة
- هشام رياض  ( سبتمبر 2023 - حتى الآن)
- محمد عبد المنعم صالح (أبريل 2022 - سبتمبر2023).[3]
- محمد علي حسنين (مايو 2020 - أبريل 2022).[4]